# Шавано
Шавано (фр. Chavanod) насеље је и општина у источној Француској у региону Рона-Алпи, у департману Горња Савоја која припада префектури Анси.
По подацима из 2011. године у општини је живело 2290 становника, а густина насељености је износила 171,41 становника/km². Општина се простире на површини од 13,36 km². Налази се на средњој надморској висини од 508 метара (максималној 624 m, а минималној 356 m).

## Демографија
| 1962. | 1968. | 1975. | 1982. | 1990. | 1999. | 2011. |
| ----- | ----- | ----- | ----- | ----- | ----- | ----- |
| 587   | 664   | 1.019 | 1.254 | 1.489 | 1.883 | 2.290 |

График промене броја становника у току последњих година